# Набережная Степана Разина
На́бережная Степа́на Ра́зина (до 1923 года — набережная реки Волги) — набережная на правом берегу Волги в центре Твери. Проходит по побережью от пересечения с улицей Вольного Новгорода и Свободным переулком в западной части (далее переходит в Набережную Михаила Ярославича) до Смоленского переулка в восточной.
Набережная является памятником градостроительства с сохранившимися зданиями XVIII века, застроенными «сплошною фасадою».

## История
Набережная спроектирована и застроена по проекту группы архитекторов во главе с П. Р. Никитиным.
Первоначально набережная не имела определённого названия, но была известна как набережная реки Волги или Городская набережная.

## Здания
- дом 1 — кинотеатр «Звезда», памятник позднего конструктивизма, построен в 1930-е годы, архитектор В. П. Калмыков
- дом 2 — гостиница Военной академии ВКО имени Г. К. Жукова («дом ворошиловских стрелков»), построен в 1936 году для ворошиловских стрелков, архитектор И. С. Юрманов
- дом 3 — Управление Министерства юстиции Российской Федерации по Тверской области
- дом 4 — дом титулярного советника И. М. Панова
- дом 5 — дом, в котором в 1843—1871 годах жил городской голова А. Ф. Головинский
- дом 6 — дом купцов Куровых второй половины XIX века
- дом 7 —
- дом 8 —
- дом 9 —
- дом 10/35 —
- дом 11 —
- дом 12 —
- дом 13 —
- дом 14 —
- дом 15 —
- дом 16 —
- дом 17/52 —
- дом 18 —
- дом 19 —
- дом 20 —
- дом 21 —
- дом 22 —
- дом 23 — детская областная больница, бывшее женское епархиальное училище, построено в 1889—1900, архитектор В. И. Назарин

## Галерея

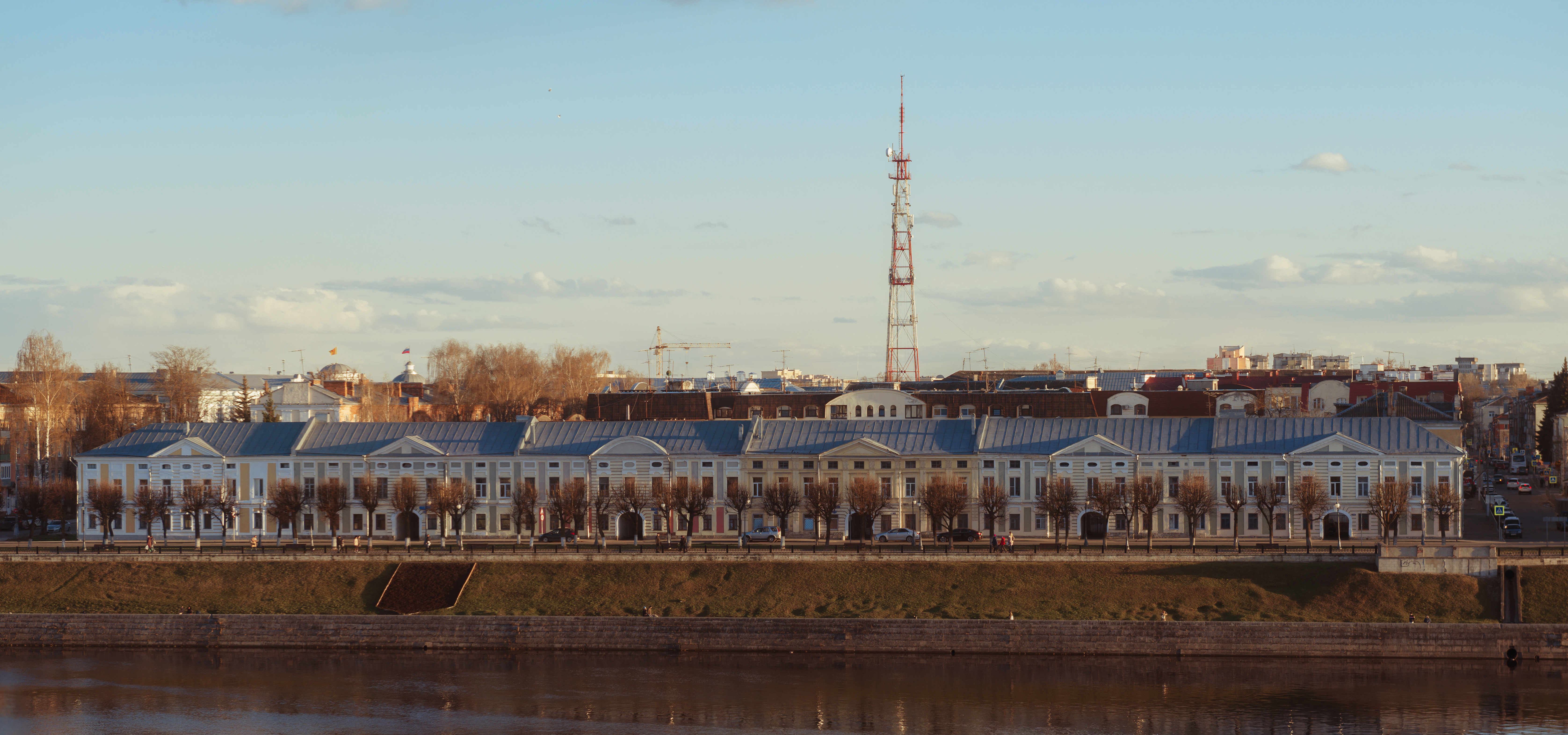
Фрагмент единой фасады на набережной Степана Разина (дома с № 11 по № 16). Вид с крыши речного вокзала.
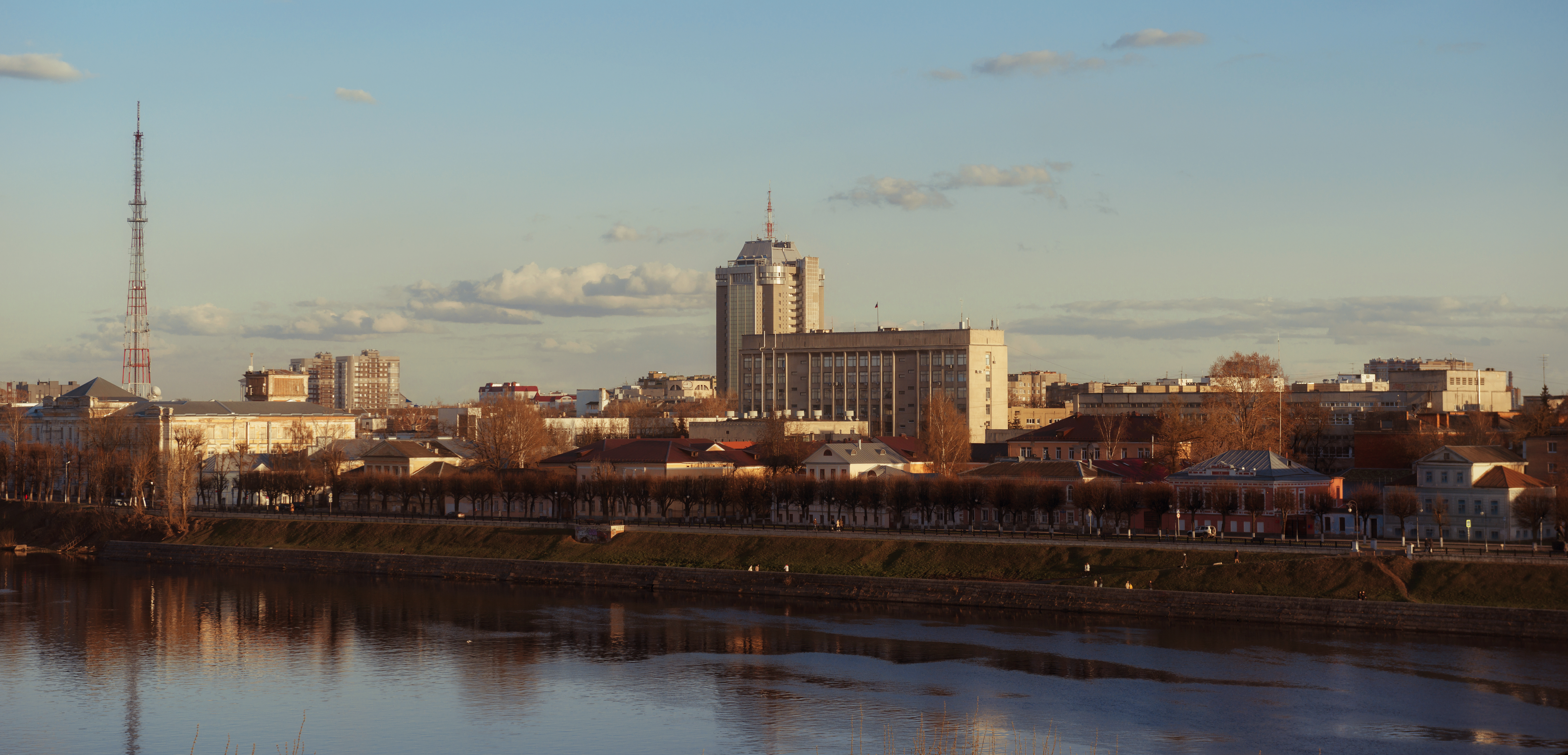
Продолжение набережной Степана Разина.